# Erich Unger (Fußballspieler)
Erich Unger (* 26. August 1951 in Nürnberg) ist ein ehemaliger deutscher Fußballspieler. Für die SpVgg Fürth und den 1. FC Saarbrücken spielte der Mittelfeldspieler in der zweitklassigen Regionalliga sowie der 2. Bundesliga. Seine 258 Zweitligaspiele teilen sich in 66 Regionalligapartien und 192 Spiele in der 2. Bundesliga auf. Dabei erzielte er insgesamt 78 Tore (25 in der Regionalliga, 53 in der 2. Bundesliga).

## Sportlicher Werdegang
Unger begann mit dem Fußballspielen beim SC Worzeldorf. 1964 wechselte er in die Jugendabteilung des 1. FC Nürnberg, wo er von Jenő Vincze trainiert wurde. 1966 kehrte er zunächst zum SC Worzeldorf zurück, über den TV 48 Schwabach kam er 1969 in die A-Jugend des 1. FC Nürnberg zurück. 1970 debütierte er für die Reservemannschaft des Clubs im Erwachsenenbereich. Für diese erzielte er in der Spielzeit 1971/72 18 Saisontore in der Bayernliga.
Da sich Unger beim FCN nicht für die Profimannschaft qualifizieren konnte, wechselte er zusammen mit den Mannschaftskameraden Heinz Popp und Winfried Schülke im Sommer 1972 zum Lokalrivalen SpVgg Fürth in die zweitklassige Regionalliga Süd. Hier traf er in den beiden abschließenden Spielzeiten der Liga jeweils zweistellig und war damit einer der Garanten, dass sich die Spielvereinigung 1974 für die 2. Bundesliga qualifizierte. Auch hier gehörte der offensive Mittelfeldmann zu den regelmäßigen Torschützen, war aber auch durch seine raumöffnenden Pässe über die Außenstürmer Duncan Lambie und Fritz Heubeck an der Vorbereitung vieler Tore beteiligt. In der Spielzeit 1977/78 führte er die Mannschaft mit 20 Saisontoren auf den sechsten Tabellenplatz, damit platzierte er sich auch unter den Top-Torschützen der Südstaffel.
Unger wechselte daraufhin zum Bundesliga-Absteiger 1. FC Saarbrücken. Hier war er hinter Reiner Künkel und Werner Heck mit zehn Saisontoren drittbester vereinsinterner Torschütze, als Tabellen-Achter wurde der angestrebte Wiederaufstieg jedoch klar verpasst. Zwar gelang in der folgenden Spielzeit unter Trainer Slobodan Čendić der fünfte Tabellenplatz, Unger hatte jedoch nur noch 26 der 38 Saisonspiele bestritten und war dabei teilweise nur noch eingewechselt worden. Beim Duell gegen Borussia Neunkirchen machte er am 9. Dezember 1978 Schlagzeilen, als er von einem Hund gebissen wurde und das Spiel nach einem erfolgreichen Protest des FCS letztlich im Mai des folgenden Jahres wiederholt werden musste.
1981 kehrte Unger nach Franken zurück, beim Amateurklub TSV Altenfurt ließ er seine Laufbahn ausklingen und spielte später noch für die Alten Herren des 1. FC Nürnberg.